# 毛枝绣线菊
毛枝绣线菊（学名：Spiraea martini）为蔷薇科绣线菊属下的一个种。

## 变种
- 毛枝绣线菊绒毛叶变种（学名：Spiraea martini var. tomentosa）为蔷薇科绣线菊属下的一个变种。
- 毛枝绣线菊长梗变种（学名：Spiraea martini var. pubescens）为蔷薇科绣线菊属下的一个变种。

## 扩展阅读
- 維基物種上的相關：毛枝绣线菊